# Korfbal 1982-1983
Korfbalseizoen 1982-1983 is een korfbalseizoen van het KNKV. In dit seizoen telt de veldcompetitie een Hoofdklasse waarbij elk team 18 wedstrijden speelt en in de zaalcompetitie zijn twee Hoofdklassen waarbij elk team 14 wedstrijden speelt.

## Veldcompetitie KNKV
In seizoen 1982-1983 was de hoogste Nederlandse veldkorfbalcompetitie in de KNKV de Hoofdklasse; een poule met tien teams. Het kampioenschap is voor het team dat na 18 competitiewedstrijden de meeste wedstrijdpunten heeft verzameld. Een play-off systeem was niet van toepassing. Enkel bij een gedeelde eerste plaats zou er een beslissingswedstrijd gespeeld moeten worden. De onderste twee ploegen degraderen.
Hoofdklasse Veld
| pos | club           | gs | w  | g | v  | pnt | dv  | dt  | dt  |
| --- | -------------- | -- | -- | - | -- | --- | --- | --- | --- |
| 1.  | ROHDA          | 18 | 13 | 0 | 5  | 26  | 185 | 168 | +17 |
| 2.  | Fortuna        | 18 | 11 | 3 | 4  | 25  | 180 | 145 | +35 |
| 3.  | DOS'46         | 18 | 11 | 2 | 5  | 24  | 169 | 130 | +39 |
| 4.  | PKC            | 18 | 9  | 3 | 6  | 21  | 191 | 161 | +30 |
| 5.  | Deetos         | 18 | 9  | 2 | 7  | 20  | 162 | 145 | +17 |
| 6.  | Archipel       | 18 | 8  | 2 | 6  | 18  | 150 | 159 | -9  |
| 7.  | AKC Blauw-Wit  | 18 | 7  | 3 | 8  | 17  | 143 | 148 | -5  |
| 8.  | Allen Weerbaar | 18 | 7  | 1 | 10 | 15  | 136 | 136 | +0  |
| 9.  | LUTO           | 18 | 5  | 3 | 10 | 13  | 136 | 172 | -26 |
| 10. | Ons Eibernest  | 18 | 0  | 1 | 17 | 1   | 103 | 191 | -88 |

| Veldkampioen van Nederland 1983 |
| ------------------------------- |
| ROHDA                           |

## Zaalcompetitie KNKV
In seizoen 1982-1983 was de hoogste Nederlandse zaalkorfbalcompetitie in de KNKV de Hoofdklasse; twee poules met elk acht teams. Het kampioenschap is voor de winnaar van de kampioenswedstrijd, waarin de kampioen van de Hoofdklasse A tegen de kampioen van de Hoofdklasse B speelt.
 Hoofdklasse A
| pos | club          | gs | w | g | v  | pnt | dv  | dt  | dt  |
| --- | ------------- | -- | - | - | -- | --- | --- | --- | --- |
| 1.  | Deetos        | 14 | 9 | 3 | 2  | 21  | 149 | 129 | +15 |
| 2.  | Archipel      | 14 | 9 | 2 | 3  | 20  | 176 | 151 | +25 |
| 3.  | LDO           | 14 | 8 | 2 | 4  | 18  | 182 | 161 | +21 |
| 4.  | SCO           | 14 | 8 | 0 | 6  | 16  | 164 | 145 | +19 |
| 5.  | Pams          | 14 | 5 | 2 | 7  | 12  | 147 | 155 | -8  |
| 6.  | AKC Blauw-Wit | 14 | 4 | 3 | 7  | 11  | 125 | 137 | -12 |
| 7.  | Dalto         | 14 | 5 | 0 | 9  | 10  | 146 | 150 | -4  |
| 8.  | AKC           | 14 | 1 | 2 | 11 | 4   | 145 | 206 | -61 |

Hoofdklasse B
| pos | club           | gs | w  | g | v  | pnt | dv  | dt  | dt  |
| --- | -------------- | -- | -- | - | -- | --- | --- | --- | --- |
| 1.  | Fortuna        | 14 | 11 | 2 | 1  | 24  | 152 | 123 | +29 |
| 2.  | ROHDA          | 14 | 10 | 1 | 3  | 21  | 164 | 130 | +34 |
| 3.  | DOS'46         | 14 | 10 | 0 | 4  | 20  | 197 | 145 | +52 |
| 4.  | PKC            | 14 | 10 | 0 | 4  | 20  | 184 | 140 | +44 |
| 5.  | Allen Weerbaar | 14 | 6  | 2 | 6  | 14  | 153 | 134 | +19 |
| 6.  | SAMOS          | 14 | 4  | 1 | 9  | 9   | 147 | 157 | -10 |
| 7.  | Asko           | 14 | 1  | 0 | 13 | 2   | 135 | 217 | -82 |
| 8.  | Die Haghe      | 14 | 1  | 0 | 13 | 2   | 129 | 215 | -86 |

De finale werd gespeeld op zaterdag 19 maart 1983 in de Sporthallen Zuid in Amsterdam.
| Hoofdklasse Finale |         |    |
|                    |         |    |
| A1                 | Deetos  | 10 |
| B1                 | Fortuna | 14 |

| Zaalkampioen van Nederland 1983 |
| ------------------------------- |
| Fortuna Eerste titel            |

## Prijzen
| Award                        | Winnaar         | Club   |
| ---------------------------- | --------------- | ------ |
| Beste Speler                 | Henk Woudstra   | DOS'46 |
| Beste Speelster              | Griet Bergsma   | LDO    |
| Beste Debutant van het Jaar  | Andrew de Vries | ROHDA  |
| Beste Debutante van het Jaar | Ellis Boogers   | Deetos |